# 谢应瑞
谢应瑞，广东梅县人，中华人民共和国政治人物。
担任印度从事华侨教育工作，创办《中国新闻》。1961年回国。1954年，当选第一届全国人民代表大会代表。